# جورج موغان
جورج موغان (8 مايو 1910 – 16 يونيو 2003) هو ملاكم كندي راحل، مثّل بلاده في الألعاب الأولمبية الصيفية 1932.

## روابط خارجية
جورج موغان على موقع أوليمبيديا (الإنجليزية)